# Anna Jochemsen
Anna Jochemsen (Manzini, 30 maart 1985) is een Nederlandse alpineskiër.
Jochemsen kwalificeerde zich in maart 2013 voor de Paralympische Winterspelen in Sotsji door zevende te worden tijdens de Wereldkampioenschappen.